# Liste des châteaux tchèques par région
Cette liste non exhaustive répertorie les principaux châteaux en Tchéquie classé par région.

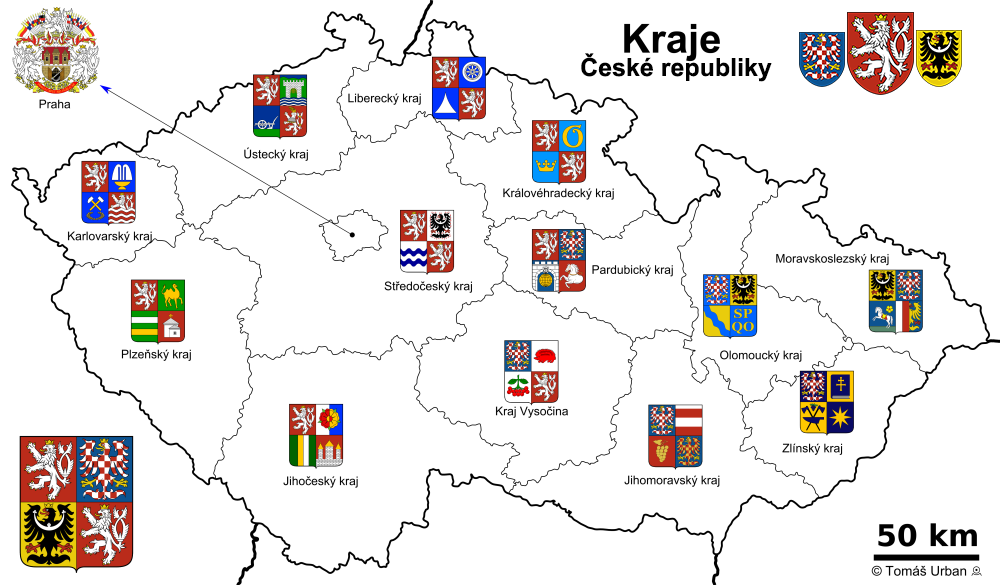
Emplacement des régions tchèques

| Symbole          | Signification       |
| ---------------- | ------------------- |
| Ruine ou disparu | Ruine               |
| Château fort     | Château fort        |
| Renaissance      | Château Renaissance |
| Palais           | Palais              |
| Domaine viticole | Domaine viticole    |

## Prague
| Nom                  | Époque                   | Statut                | Visitable | Lieu   |
| -------------------- | ------------------------ | --------------------- | --------- | ------ |
| Château de Prague    | IXe siècle–XVIIIe siècle | Château fort · Palais | oui       | Prague |
| Vyšehrad             | Xe siècle                | Ruine ou disparu      | oui       | Prague |
| Château de Troja     | XVIIe siècle             | Palais                | oui       | Prague |
| Château de Zbraslav  | XVIIIe siècle            | Palais                | non       | Prague |
| Pavillon de l'étoile | XVIe siècle              | Renaissance           | oui       | Prague |

## Bohême centrale
| Nom                  | Époque                     | Statut       | Visitable | Lieu           |
| -------------------- | -------------------------- | ------------ | --------- | -------------- |
| Karlštejn            | XIVe siècle                | Château fort | oui       | Karlštejn      |
| Křivoklát            | XIIIe siècle               | Château fort | oui       | Křivoklát      |
| Château de Veltrusy  | XVIIIe siècle              | Palais       | oui       | près de Mělník |
| Château de Mělník    | XIIIe siècle–XVIIIe siècle |              | non       | Mělník         |
| Konopiště            | XIIIe siècle               | Château fort | oui       | Benešov        |
| Château de Poděbrady | XIIIe siècle               |              | oui       | Prague         |
| Château de Sternberg | XIIIe siècle               | Château fort | oui       | Prague         |

## Bohême-du-Sud
| Nom                          | Époque                      | Statut                | Visitable | Lieu                  |
| ---------------------------- | --------------------------- | --------------------- | --------- | --------------------- |
| Château de Český Krumlov     | XIIIe siècle–XVIIIe siècle  | Château fort · Palais | oui       | Český Krumlov         |
| Château de Jindřichův Hradec | XIIIe siècle et XVIe siècle | Renaissance           | oui       | Jindřichův Hradec     |
| Château d'Orlík              | XIIIe siècle–XIXe siècle    | Château fort          | oui       | Orlík nad Vltavou     |
| Château de Zvíkov            | XIIIe siècle                | Château fort          | oui       | Zvíkov                |
| Château de Třeboň            | XVIe siècle                 | Renaissance           | oui       | Třeboň                |
| Château de Hluboká           | XIIIe siècle–XIXe siècle    | Château fort · Palais | oui       | Hluboká nad Vltavou   |
| Château de Rožmberk          | XIIIe siècle                | Château fort          | oui       | près de Český Krumlov |

## Pilsen
| Nom                | Époque       | Statut           | Visitable | Lieu                          |
| ------------------ | ------------ | ---------------- | --------- | ----------------------------- |
| Château de Klenová | XIIIe siècle | Ruine ou disparu | oui       | Klenová (district de Klatovy) |

## Karlovy Vary
| Nom                     | Époque       | Statut           | Visitable | Lieu                         |
| ----------------------- | ------------ | ---------------- | --------- | ---------------------------- |
| Château d'Andělská Hora | XIVe siècle  | Ruine ou disparu | oui       | Andělská Hora (Karlovy Vary) |
| Château de Loket        | XIIIe siècle | Château fort     | oui       | Loket                        |

## Ústí nad Labem
| Nom                           | Époque        | Statut                | Visitable | Lieu          |
| ----------------------------- | ------------- | --------------------- | --------- | ------------- |
| Hazmburk                      | XIVe siècle   | Ruine ou disparu      | oui       | Klapý         |
| Château de Jezeří (Eisenberg) | XVIIe siècle  |                       |           | Horní Jiřetín |
| Krásný Dvůr                   | XVIIIe siècle | Palais                | oui       |               |
| Château de Teplitz            | XVe siècle    | Château fort · Palais | oui       | Teplice       |

## Liberec
| Nom                  | Époque                    | Statut       | Visitable | Lieu            |
| -------------------- | ------------------------- | ------------ | --------- | --------------- |
| Grabstejn            | XIIIe siècle–XVIe siècle  | Renaissance  | oui       | près de Liberec |
| Hrubý Rohozec        | XIIIe siècle–XVIIe siècle | Château fort | oui       | Turnov          |
| Château de Sychrov   | XIXe siècle               | Palais       | oui       | Sychrov         |
| Château de Valdštejn | XIXe siècle               | Château fort | oui       | Semily          |

## Hradec Králové
| Nom                       | Époque        | Statut      | Visitable | Lieu                 |
| ------------------------- | ------------- | ----------- | --------- | -------------------- |
| Château de Karlova Koruna | XVIIIe siècle | Palais      | oui       | Chlumec nad Cidlinou |
| Château d'Opočno          | XVIe siècle   | Renaissance | oui       | Opočno               |

## Pardubice
| Nom                 | Époque      | Statut      | Visitable | Lieu     |
| ------------------- | ----------- | ----------- | --------- | -------- |
| Château de Litomyšl | XVIe siècle | Renaissance | oui       | Litomyšl |

## Vysočina
| Nom             | Époque                   | Statut      | Visitable | Lieu |
| --------------- | ------------------------ | ----------- | --------- | ---- |
| Château de Telč | XIIIe siècle–XVIe siècle | Renaissance | oui       | Telč |

## Moravie du Sud
| Nom                  | Époque       | Statut       | Visitable | Lieu      |
| -------------------- | ------------ | ------------ | --------- | --------- |
| Château de Pernštejn | XIIIe siècle | Château fort | oui       | Nedvědice |

## Olomouc
| Nom               | Époque                     | Statut       | Visitable | Lieu   |
| ----------------- | -------------------------- | ------------ | --------- | ------ |
| Château de Bouzov | XIVe siècle et XIXe siècle | Château fort | oui       | Bouzov |

## Zlín
| Nom                   | Époque        | Statut       | Visitable | Lieu       |
| --------------------- | ------------- | ------------ | --------- | ---------- |
| Château de Buchlov    | XIIIe siècle  | Château fort | oui       | Buchlovice |
| Château de Buchlovice | XVIIIe siècle | Palais       | oui       | Buchlovice |
| Château de Kroměříž   | XVIIe siècle  | Palais       | oui       | Kroměříž   |
| Château de Vizovice   | XVIIIe siècle | Palais       | oui       | Vizovice   |

## Moravie-Silésie
| Nom                | Époque                   | Statut      | Visitable | Lieu    |
| ------------------ | ------------------------ | ----------- | --------- | ------- |
| Château de Bruntál | XVe siècle–XVIIIe siècle | Renaissance | oui       | Bruntál |